# Fairmont San Francisco
Le Fairmont San Francisco est un hôtel de luxe situé à San Francisco dans le quartier Nob Hill.

## Histoire

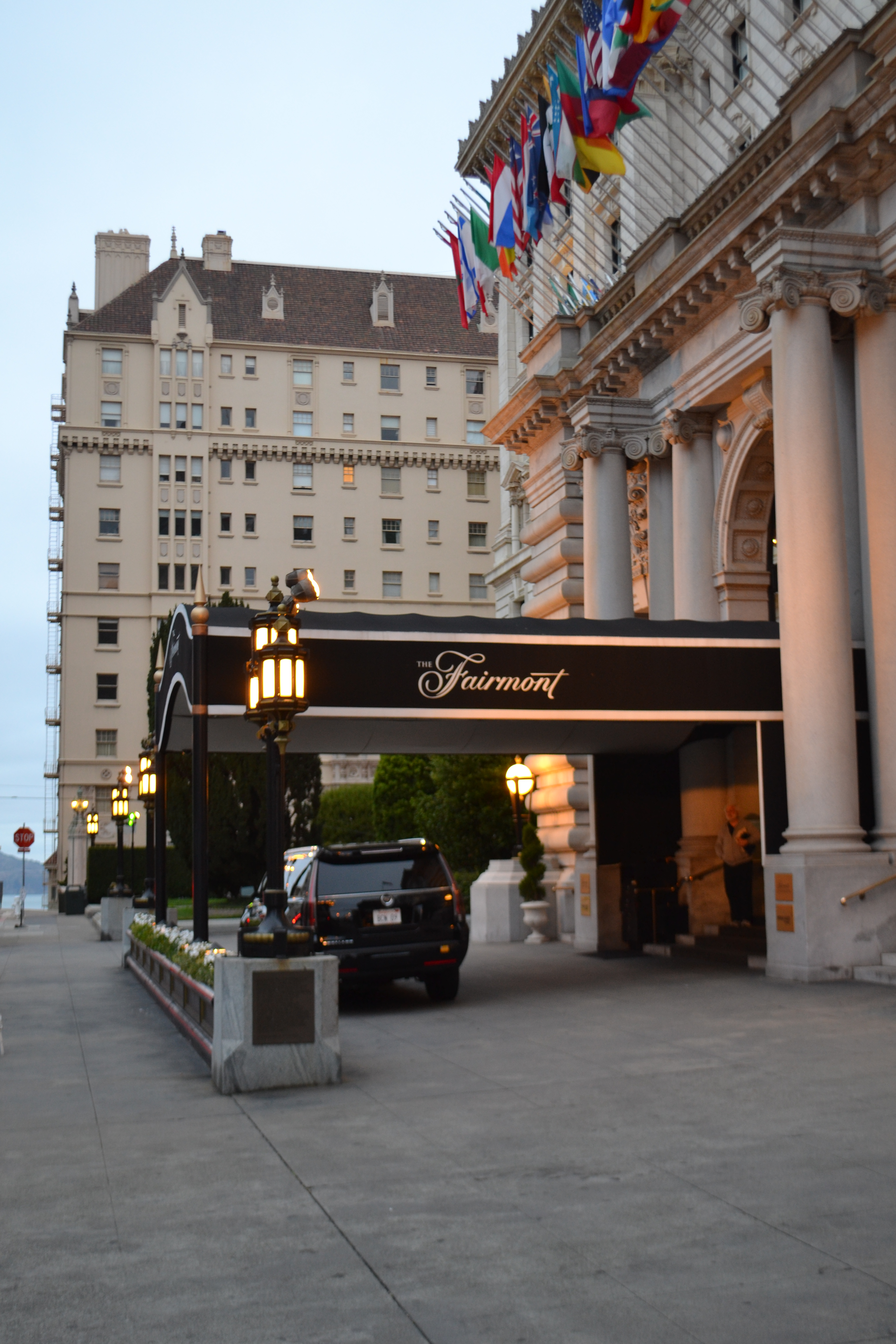
L’entrée du Fairmont Hotel en 2016.

Le Fairmont San Francisco a été nommé en hommage à l'ingénieur des mines et sénateur James Graham Fair (1831–1894), connu sous le nom de Bonanza Jim. Le projet de construction est mené par ses filles, Tessie et Virginia Fair. La construction démarre en 1902 sur le monticule de terre appartenant à James Graham Fair et légué à ses filles. En 1906, alors que les constructions sont toujours en cours, les filles Fair vendent le Fairmont peu de temps avant son ouverture, et son nouvel architecte devient Julia Miller. Deux semaines avant son ouverture, le Séisme de 1906 à San Francisco ravage la ville. La structure de l'hôtel est intacte, mais un incendie s'est propagé dans le bâtiment. Le bâtiment est racheté par les filles Fair, rénové, et il ouvre ses portes le 18 avril 1907.
Il a hébergé des hommes d'État dont Harry S. Truman lors de la création des Nations unies en 1945.
Il a été désigné monument historique en 1987

## Description
Le Fairmont San Francisco est situé au 950 Mason street, dans le quartier Nob Hill à San Francisco. L'hôtel compte 592 chambres et suites.